# Abel Pifre
Marc, Abel Pifre dit Abel Pifre  (Segonzac, 24 avril 1852 - Paris, 26 mars 1928) est un ingénieur français, ancien élève du lycée Saint-Louis, diplômé de l'Ecole centrale en 1876. Il se fait connaitre grâce à ses travaux sur l'énergie solaire et devient le premier industriel à construire des ascenseurs en France.
Fils de Jean, Aimé Pifre, ancien professeur devenu viticulteur et de Marguerite Joubert, il épouse Marie Tavernier le 15 avril 1882 à Paris (6e arrondissement).

## Biographie et carrière

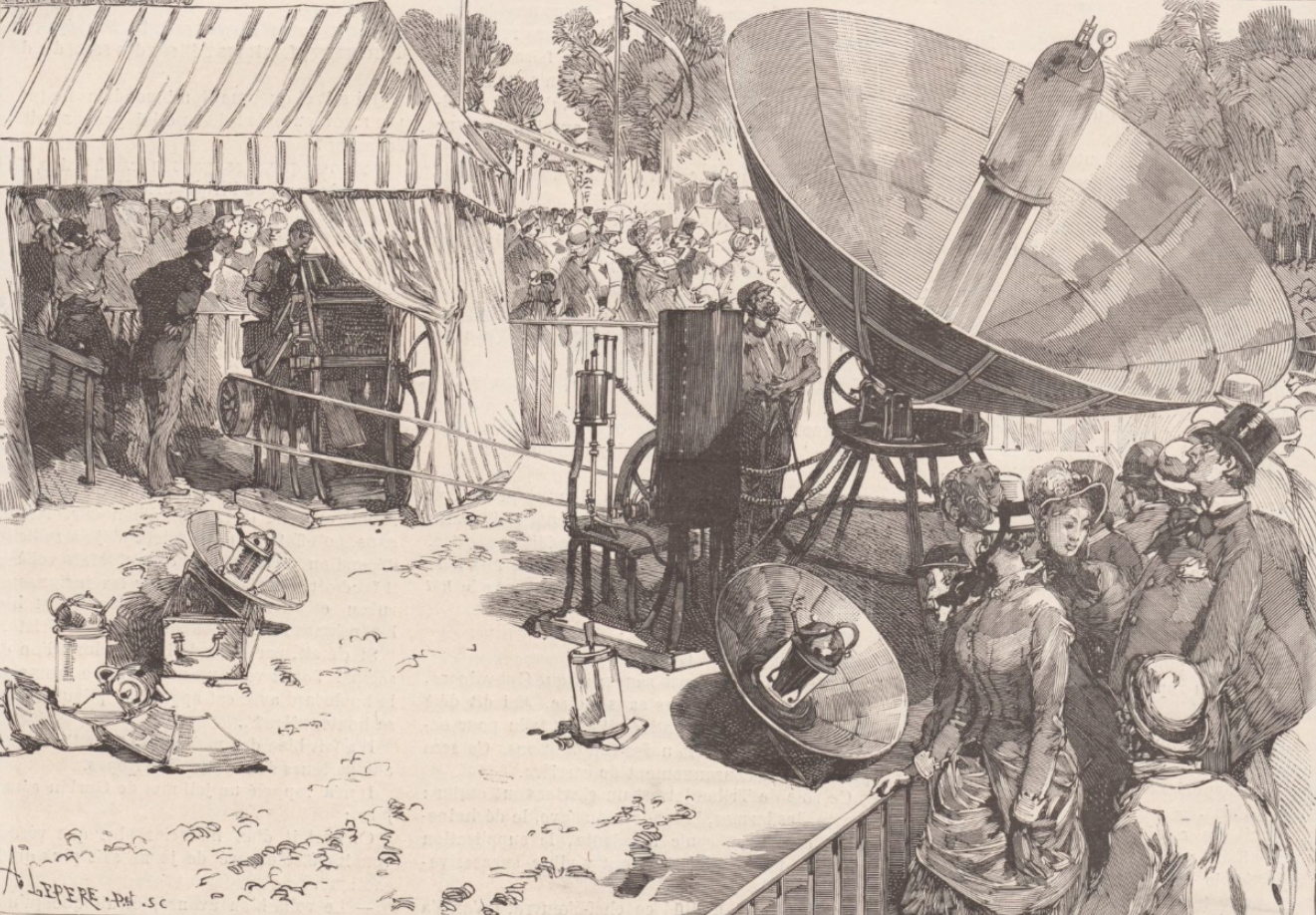
Tirage du Soleil-Journal aux Tuileries.

Abel Pifre a d'abord été assistant d'Augustin Bernard Mouchot qui a développé le premier moteur solaire,, mais il a ensuite développé des technologies solaires indépendamment de son mentor. Il a acquis les brevets d’Augustin Mouchot, et déposés les siens propres. Les deux hommes se sont ensuite brouillés, tandis qu’Abel Pifre créait la première entreprise au monde de production de moteurs, cuiseurs et distillateurs solaires, comme le raconte bien le chercheur Frédéric Caille dans sa biographie de référence L’Invention de l’énergie solaire. La véritable histoire d’Augustin Mouchot (Librinova, 2023). 
Il a fait une démonstration de sa presse lors d'une réunion de l'Union française de la jeunesse au Jardin des Tuileries à Paris le 6 août 1882,,.
Le dispositif consistait en un miroir concave de 3,5 mètres de diamètre centré sur une chaudière à vapeur cylindrique, qui alimentait un petit moteur vertical de 2/5 chevaux, puis entraînait une imprimerie de type Marioni.

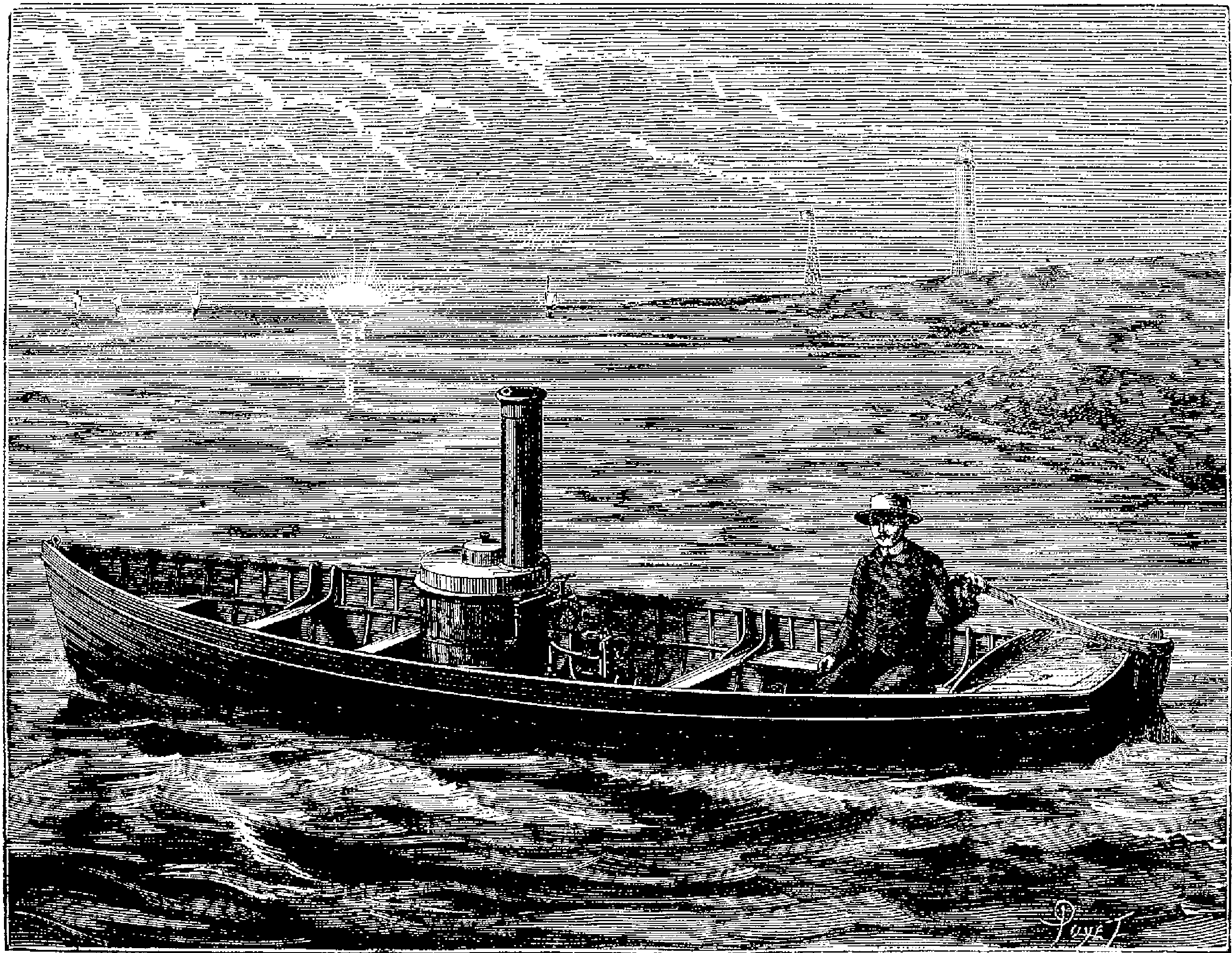
Le Petit Edmond - Canot à vapeur de M. Abel Pifre

Même dans des conditions de ciel semi-couvert, la presse a fonctionné en continu de 13h00 à 17h30, produisant environ cinq cents exemplaires par heure d'un journal qui a été produit spécifiquement pour l'événement avec le nom approprié Soleil-Journal.

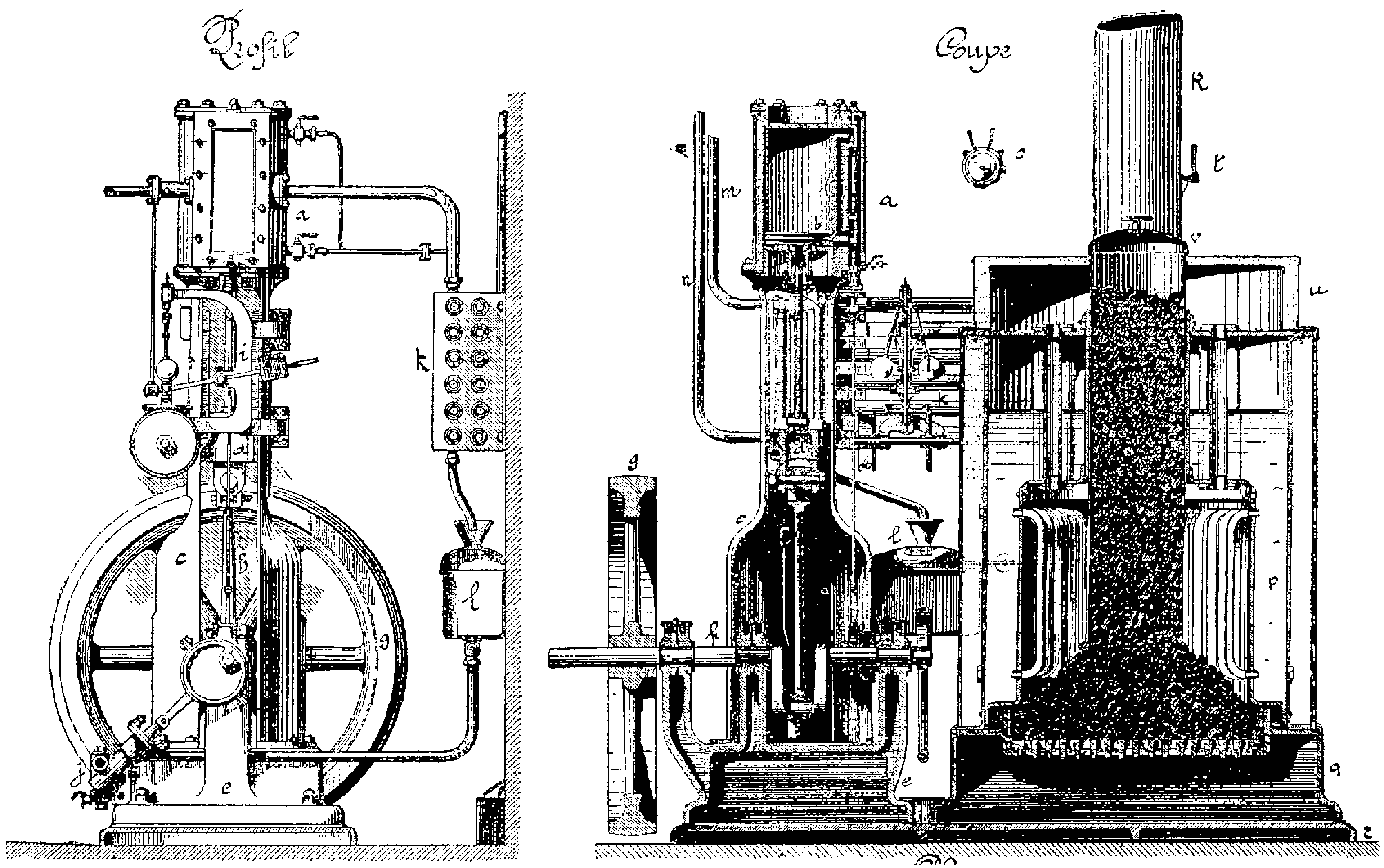
Automoteur de M. Abel Pifre (1891)

En 1884, il lance le Petit Edmond, un canot à vapeur de rivière, qui ne nécessite pas l’assistance d’un mécanicien. Il est entrainé par un moteur simple et économique dont on lui doit l’invention et qu’il désigne sous le nom d’automoteur,,.
En 1886, dans ses ateliers de Levallois-Perret, il crée son premier ascenseur hydraulique et devient le pionnier du développement des ascenseurs automatiques en France. Il conçoit des ascenseurs à compensateur, des ascenseurs hydrauliques et des ascenseurs électriques. En 1900, les ateliers Pifre occupent la première place sur le marché des ascenseurs électriques et comptent déjà près de 800 ascenseurs installés dans les immeubles de Paris. On rapporte que « le système de commande automatique par boutons-poussoirs [...] a été réalisé pour la première fois par M. Abel Pifre dans les ascenseurs de la Samaritaine ».
En 1898, après avoir racheté un brevet de la société Otis pour la France, il s'associe à Otis et crée la société Otis-Pifre, constructeur pour la France des ascenseurs et de monte-charges Otis et serait à l'origine de l’idée d’assurer à l’année la maintenance des ascenseurs.
Installé à Aveluy, commune voisine d'Albert où il a repris la direction des ateliers d'Albert Toulet, il y est élu maire de 1909 à 1919. Pendant la Première guerre mondiale, à la suite de la destruction de son usine métallurgique, il demande à l'Etat de mettre en œuvre des réparations adaptées pour les sinistrés de la région. Président du groupement pour la reconstruction immobilière de la ville d'Albert, il en sera maire et conseiller général de la Somme de 1919 à 1925. Après la destruction de ses ateliers d'Albert , il implante à Bezons une usine qui produit des obus et emploie plus de 1 400 salariés .
Abel Pifre meurt en 1928 et est inhumé au cimetière du Montparnasse à Paris.

## Brevets
Abel Pifre a déposé près de 300 brevets parmi lesquels :
- Brevet US 312379A Steam Boiler / Chaudière à vapeur, 1885
- Brevet US 374318A Portable Engine / Automoteur, 1887
- Brevet CH 1939A Nouvel ascenseur hydraulique, 1890
- Brevet FR 320322A Dispositif de manœuvre à air comprimé pour ascenseurs, 1902
- Brevet FR 364845A Ascenseur électrique, 1906
- Brevet FR 360919A  Frein pour ascenseurs, 1906

## Distinctions
- Chevalier de la Légion d'honneur (1911)
- Officier de la Légion d'honneur (1923)